# Le Nain (film)
Pour plus de détails, voir Fiche technique et Distribution.
 Le Nain est un film muet français réalisé par Louis Feuillade et sorti en 1912. Il fait partie de la série La Vie telle qu'elle est.

## Synopsis
La pièce de théâtre « La Vierge de Corinthe » est un vrai succès, mais son auteur souhaite garder l'anonymat. Or celui-ci tombe amoureux de Lina Béryl, une jeune comédienne de la pièce. Lorsqu'ils se rencontrent, elle constate qu'il est nain et se moque de lui.

## Fiche technique
- Titre : Le Nain
- Réalisation : Louis Feuillade
- Scénario : Louis Feuillade
- Photographie : Georges Guérin
- Montage :
- Producteur :
- Société de production : Société des Établissements L. Gaumont
- Société de distribution :  Comptoir Ciné-Location (C.C.L)
- Pays d'origine :  France
- Langue : film muet avec les intertitres en français
- Métrage : 421 m
- Format : Noir et blanc — 35 mm — 1,33:1 — Muet
- Genre : Film dramatique
- Durée : 14 minutes
- Dates de sortie : 
  -  France : 1er août 1912

## Distribution
- Delphin : Paul Darcourt
- Renée Carl : la mère
- Suzanne Grandais : Lina Béryl
- Marthe Vinot